# 初等等价
在数学中，特别是模型论中，给定语言的两个结构被称为初等等价的，如果它们的理论相同，就是说任何被一个模型满足的句子也被另一个模型满足。

## 例子
考虑带有二元关系符号 '<' 的语言。实数模型 R 和有理数模型 Q 是初等等价的，因为它们都转换 '<' 为无界稠密线性次序。
还存在数论的非标准模型，它包含不只是数 0, 1, 2, 的其他对象。但是这个语言同于标准数论，因为这些额外的对象不能被提及。所以数论的标准模型和非标准模型是初等等价的。